# Abbed Vilhelm
Abbed Vilhelm (omkring 1127 – 6. april 1203) var abbed af fransk adelsslægt og født i Paris; han blev som ung kannik ved Sankta Genovevas Kirke uden for Paris.
Under sine studier i Paris havde Absalon lært Vilhelm at kende, og da han ønskede at reformere det lille samfund af kannikker på Eskilsø, tænkte han, at den fyrige franskmand ville være manden. Han fik udvirket, at Vilhelm, der havde problemer med kirken i Frankrig, sammen med tre andre augustinerkanniker blev sedt til Danmark (1165). Valdemar den Store og Absalon modtog dem i Ringsted, og Vilhelm blev nu abbed for klosteret på Eskilsø. Sult og det nordiske klima fik dog hurtigt hans følgesvende til at vende tilbage til Frankrig, og de andre kannikker var også stærkt utilfredse med sparsom grøntsagsmad og Vilhelms strenge klostertugt. 
Absalon havde imidlertid skænket Eskilsø Kloster anseligt jordegods især i Tjæreby Sogn ved Hillerød, og der oprettede han 1176 Æbelholt Kloster. Ved store gaver fra Absalon, der til sin død betænkte sin ven, blev Æbelholt et af Danmarks største klostre.
Vilhelm var en utrættelig forkæmper for kirkelige fremskridt, især klostertugt. Snart opildner han sine egne kannikker, snart beskytter han cistercienserne i Guldholm mod de mere verdslige cluniacensere i Slesvig by, snart våger han over tugten i andre kanniksamfund, og to klostergivne kongedøtre advarer han mod det almindelige drikkeri. Med sine naboer, cistercienserne i Esrum Kloster, stod han sig godt. Klostrenes privilegier håndhævede han med lidenskab imod hvem som helst; da den pavelige legat, kardinal Fidentius, krævede afgifter, bekæmpede han heftigt en sådan simoni. I Æbelholt fandt ærkebiskop Erik af Trondhjem og flere norske bisper beskyttelse mod kong Sverre Sigurdsson vrede; Vilhelm talte deres sag hos paven, bidrog til Baglerpartiets dannelse og sendte efter baglernes fremgang nogle af sine kannikker til Konghelle, hvor de grundlagde Kastelle kloster omkring 1196. 
Vilhelm udførte også en betydelig lærervirksomhed. Til sine lærlinges tarv samlede han breve, mest fra ham selv; de er den bedste kilde til hans historie, enten han meddeler ungdomserindringer, skildrer sit klosters trængsel og fremgang eller anstiller betragtninger over tidens begivenheder og (i form af en opdigtet brevveksling) drøfter kirkeretlige spørgsmål. Flere af brevene kaster skarpt lys over Vilhelms livlige, ildfulde og utålmodige personlighed, der forener brændende tro og hensynsløs lidenskabelighed med munkeagtig ydmyghed og fransk høflighed; betegnende er hans overstrømmende venskabsforsikringer over for Peder Sunesen, hvem han kalder sit «andet jeg», og abbed Valbert af Esrom. 
Efter abbed Vilhelms død i 1203 taltes der snart om undere ved hans grav. Nogle år senere udarbejdedes der en, i biografisk henseende mangelfuld, levnedsbeskrivelse om ham, og Anders Sunesen bad paven om at kanonisere Vilhelm. Det skete endelig 1224, og især efter at hans relikvier var overflyttede til klosterets nye stenkirke i 1238, blev Æbelholt et yndet valfartssted. Helgendag 16. juni.